# Spielzeug

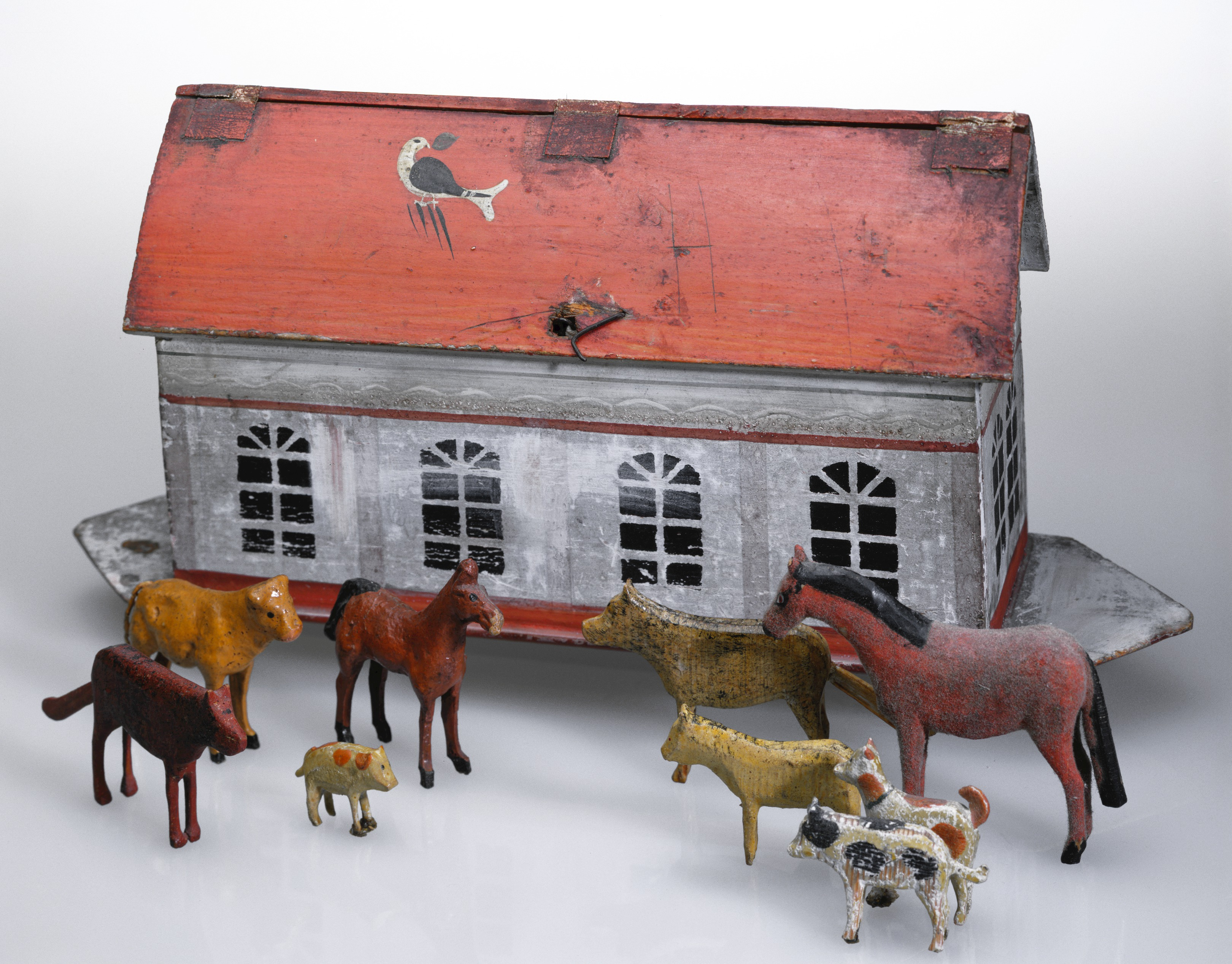
Holzspielzeug Noah's Arche mit Tieren aus Holz. Hergestellt in Deutschland zwischen 1880 und 1900.

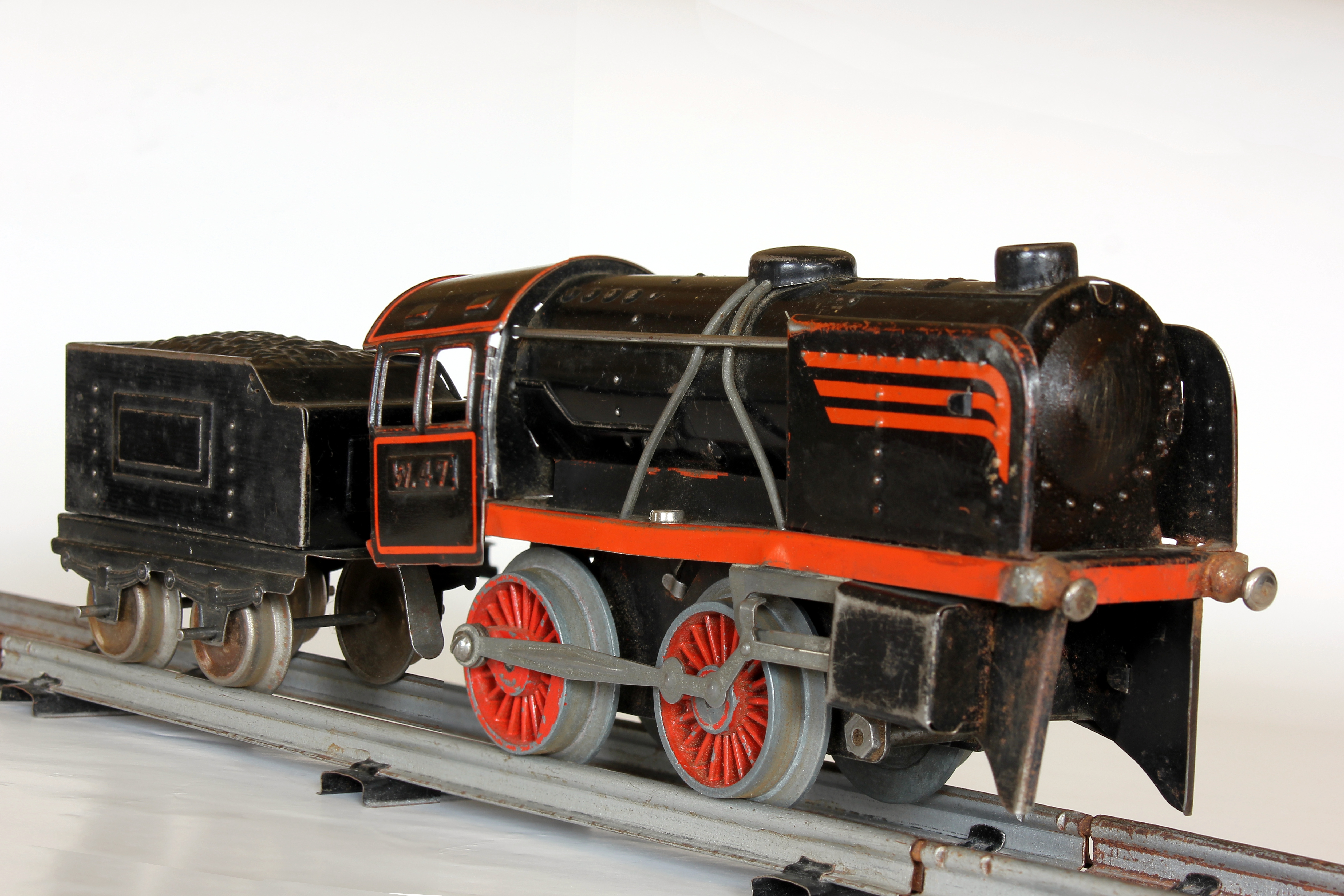
Blechspielzeug-Lokomotive mit Uhrwerk, Spur 0, etwa 1948, Hersteller: HWN

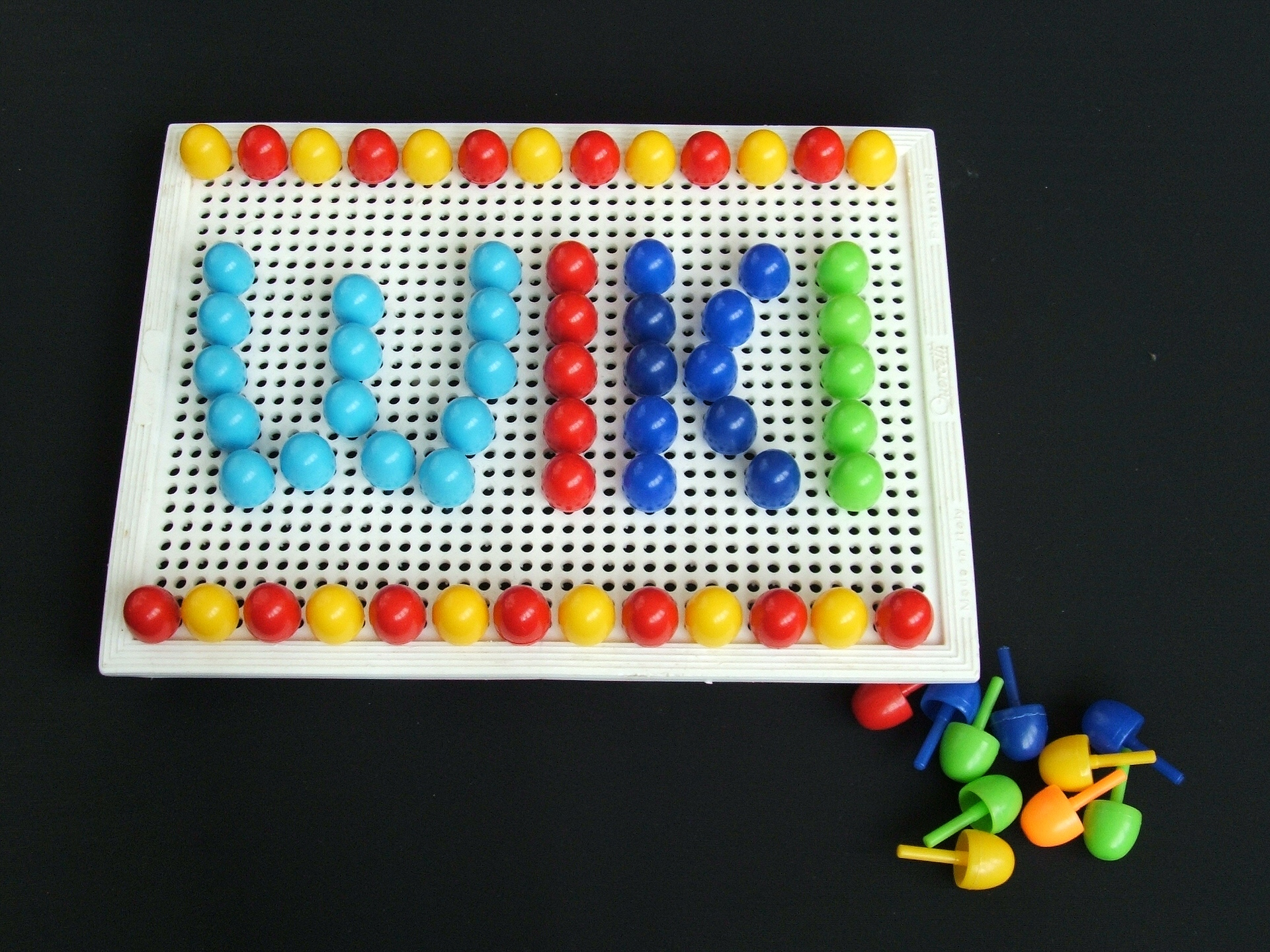
Steckspielzeug

Ein Spielzeug ist ein zum Spielen verwendeter Gegenstand. Die meisten Spielzeuge werden eigens für Kinder hergestellt, mit manchen Spielzeugen beschäftigen sich auch Erwachsene. Ein Spielzeug wird um seiner selbst willen und wegen der Freude am Spiel geschätzt.

## Begriffserklärung
Prinzipiell kann jeder Gegenstand für die Zeit des entsprechenden Gebrauchs durch Menschen oder Tiere zum Spielzeug werden. Handwerklich oder industriell hergestellte und über den Handel vertriebene Spielzeuge und Spiele werden als Spielwaren bezeichnet. Ein Spielmittel hingegen bezeichnet Gegenstände, die in ihrer ursprünglichen Funktion nicht explizit als Spielzeug deklariert sind, sich aber dennoch für Kinder zum Spielen eignen, diese können beispielsweise aus dem Haushalt stammen oder aus Naturmaterialien bestehen. Die Gestaltung von Spielzeug spiegelt die unterschiedlichen natürlichen und kulturellen Lebensbezüge von Menschen wider. Zu den einfachsten und ältesten Spielzeugen der Menschheitsgeschichte gehören Holzklötze, Puppen und Brettspiele.

## Sinn und Zweck
Im Unterschied zu einem Werkzeug, das primär der Herstellung oder Bearbeitung dient, liegt der Sinn und Zweck eines Spielzeugs in ihm selbst begründet. Ein Spielzeug dient der Freude an der Beschäftigung mit seinem Material, seinen Funktionen und seinen Möglichkeiten. Spielzeug dient dem Ausleben des Spieltriebs. Es kann die Bewegungslust oder das Kommunikationsbedürfnis befeuern und im optimalen Fall auch Gestaltungskräfte freisetzen. Spielzeug dient nicht unbedingt und vorrangig bestimmten Lernzwecken, wie etwa dem Erwerb verschiedener motorischer oder kognitiver Fähigkeiten. Lernprozesse können sich jedoch nebenbei ergeben oder auch unter didaktischen Vorstellungen gezielt geplant werden.
Mit Spielzeug können bestimmte Ereignisse und Beobachtungen des Alltages nachgeahmt, nachgespielt oder auch eigene Vorstellungswelten realisiert werden. Spielzeug, etwa in Form von Puppenküchen, Kaufmannsläden oder Spielzeugeisenbahnen, kann und wird von Kindern auch zum Einleben spezifischer Geschlechterrollen und zur Sozialisation innerhalb der Gesellschaft genutzt.

## Lernspielzeug
Durch Lernspielzeug können die Feinmotorik und das logische Denken von Kindern gefördert werden. Das kindliche Spiel und das verwendete Spielzeug dienen somit nicht allein der Unterhaltung des Kindes. Spielen und Spielzeug sind vielmehr Gelegenheit und Mittel, Kinder in ihrer Entwicklung zu fördern. Im Spiel können physische, kognitive und soziale Kompetenzen entwickelt und trainiert werden. In diesem Sinne ist jedes Spielzeug, das Anstoß dazu gibt oder geeignet ist, die diese Fähigkeiten zu entdecken und zu trainieren, ein Lernspielzeug.
Neben solch einer weiten Definition finden sich engere Definitionen wie etwa die des Spieldidaktikers Klaus Kube, nach dem all jene Spielformen als Lernspiel zu bezeichnen sind, „mit deren Hilfe im ursprünglichen Sinn das Lernen von Zeichen, Begriffen und Fakten sowie deren regelhaften Ordnungsbeziehungen provoziert werden sollen.“
Lernspielzeuge wären demnach solche Spielzeuge, die obligatorischer Teil dieser Spielformen sind oder die sich eignen, derartige Spielformen zu initiieren. Lernspielzeuge im didaktischen Sinne sind also Spielzeuge, mit deren Hilfe ein Kind Sprechen, Lesen, Rechnen und das Zuordnen und Erkennen abstrakter Qualitäten (Form, Farbe etc.) erlernen kann.
Das alltägliche Verständnis des Terminus Lernspielzeug weicht daher nicht unerheblich von der akademischen Definition ab.
Dennoch ist der edukative und pädagogische Zweck, den ein Spielzeug haben kann, in der elterlichen Wahrnehmung verankert und spielt eine entscheidende Rolle bei der Auswahl von Spielzeug. Wie zwei Studien der Gesellschaft für angewandte Sozialforschung (GEFAS) und der Friedrich-Alexander-Universität Erlangen-Nürnberg zeigen, wird Spielzeug vor allem hinsichtlich seiner pädagogischen und edukativen Eignung ausgesucht. Weit wichtiger als monetäre oder ästhetische Aspekte sind Aspekte der Funktionalität, der Eignung als Lernmittel und der pädagogische Wert für die positive Wahrnehmung eines Spielzeugs. (Siehe dazu auch Kinderspiel, Spiel (Pädagogik) und Spielpädagogik)
Die Spielpädagogik unterscheidet zwischen dem „freien“, von Kindern in Eigeninitiative selbst gestalteten Spiel und dem „gelenkten“ von Pädagogen oder Therapeuten zu bestimmten Zwecken beeinflussten Spiel.

## Geschichte

### Ur- und Frühgeschichte
Archäologische Funde speziell bearbeiteter Knochen und Steine, die als Grabbeigabe in Kindergräbern gefunden wurden weisen darauf hin, dass Kinder bereits in der Steinzeit spielten. Bereits in der jüngeren Steinzeit lassen sich puppenähnliche Gebilde aus Ton nachweisen. Spielzeug wurde zunächst in Handarbeit gefertigt, z. B. durch Schnitzerei. Kleine Lärminstrumente aus Keramik, insbesondere Klappern, Rasseln und Pfeifen wurden in Gräbern gefunden. Auch wenn diese einfachen Instrumente hauptsächlich der Abwehr „böser Geister“ dienten, kann eine Deutung als Spielzeug nicht vollkommen ausgeschlossen werden. Neandertaler stellten für ihre Kinder Spielzeug her, so ist aus dem niederländischen Rhenen eine Handaxt im Miniaturformat bekannt, die nur 4,4 Zentimeter groß ist.

### Altertum

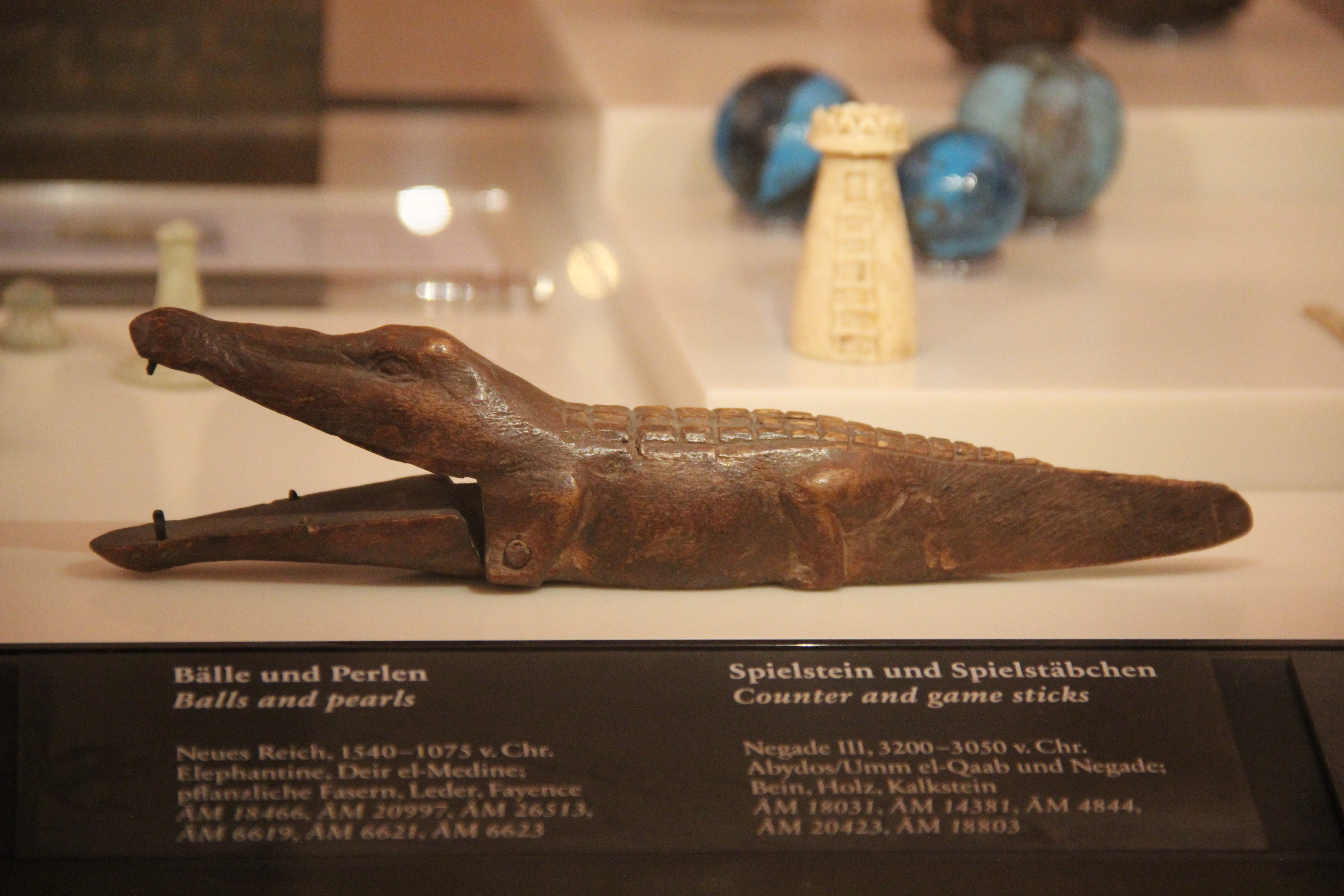
Ägyptisches Krokodil mit beweglichem Unterkiefer 1100 v. Chr. Ägyptisches Museum Berlin.

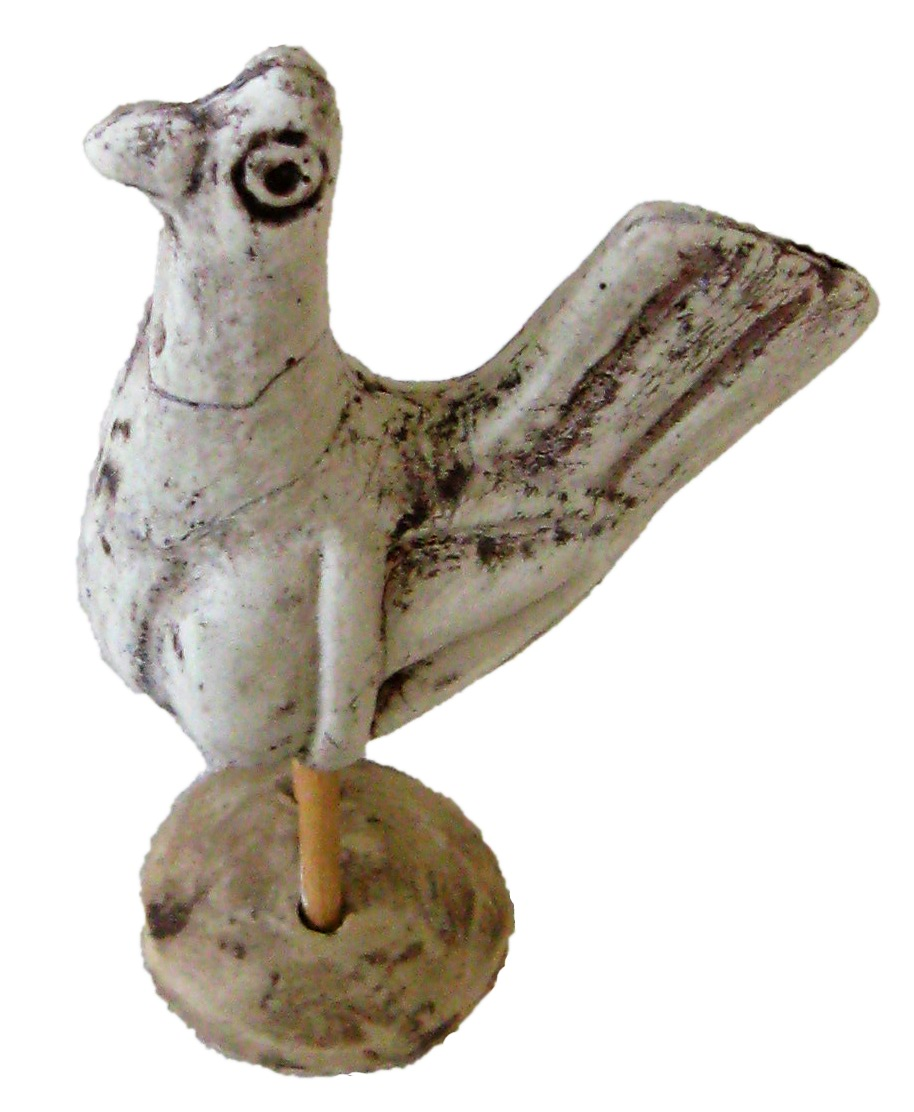
Römischer Spielzeugvogel als Grabbeigabe in Contiomagus

Um 200 v. Chr. gab es in Ägypten aus Holz geschnitzte Figuren von Krokodilen und Löwen mit beweglichen Unterkiefern, die ihr Maul weit aufreißen konnten. Aus Ägypten sind verschiedene Holzfiguren von Krokodile erhalten geblieben, die von Kindern an einer Schnur gezogen werden konnten. Im Ägyptischen Museum in Berlin gibt es beispielsweise ein hölzernes Krokodil mit beweglichem Unterkiefer, welches beim Hinterherziehen das Maul auf und zu machen konnte und dadurch größer und bedrohlicher wirkte. Des Weiteren waren Puppen aus Holz, Ton, Terrakotta, Knochen und Gips bereits damals im gesamten antiken Mittelmeerraum bekannt. Aus Ägypten blieben viele Puppen erhalten, von denen manche sogar bis in das Mittlere Reich zurückreichen.
Andere Beispiele für „Tierfigürchen“ stammen aus Mesopotamien und dem Iran und reichen bis in das dritte Jahrtausend v. Chr. zurück, wie die Figur eines Löwen aus Susa, der auf einer Steinplatte mit Rädern kauert, sowie die Figur eines Stachelschweins, das ebenfalls auf einem fahrbaren Untersatz mit Rädern befestigt ist.
Im alten Ägypten waren Brettspiele wie beispielsweise Dame sehr beliebt, was durch zeitgenössische Wandmalereien belegt wird. Das Lieblingsspiel der ägyptischen Kinder war jedoch das Hund-und-Schakal-Spiel. Zu dem Spiel gehörten Würfel und eine tönerne, buntbemalte Hundefigur, in deren gelöcherten Rücken man lange Holzstifte, die mit einem Schakalkopf verziert waren, stecken konnte.
Neben Tierfiguren, die auf Wagen befestigt waren, sind auch kleine Wagen mit ein, zwei, drei oder vier Rädern aus Mesopotamien, Syrien, Ägypten, Zypern, Griechenland und Rom erhalten.
Zu den ältesten überlieferten und erhalten gebliebenen Spielzeugen gehört auch der noch heute als Kinderspielzeug verwendete Kreisel, der bereits in archaischer Zeit große Verbreitung fand.
Auf griechischen Vasen finden sich häufig Abbildungen von Kindern mit Spielzeug. Tierfiguren aller Art bestanden aus Holz oder gebranntem Ton und waren zum Ziehen auf Rädern montiert. Tierfigürchen zählen zu den häufigsten Fundgruppen, die aus der Antike erhalten geblieben sind.
Die Griechen maßen dem Spiel der Kinder und damit auch dem Spielzeug sowohl einen großen erzieherischen als auch religiösen Wert bei. So gab es viele Schriftsteller und Dichter, die über Spiele schrieben, leider sind ihre Werke in den seltensten Fällen erhalten geblieben. Spielzeug diente in der Antike nicht nur dem Zeitvertreib, sondern vor allem dem Einüben von Verhaltensweisen, die gesellschaftlich erwünscht waren und auf das Erwachsenenleben vorbereiten sollten. So befürwortete schon der Philosoph Platon die gezielte Förderung von natürlichen Begabungen bei Kindern durch das richtige Spielzeug. Der römische Schriftsteller Sueton schrieb ein Buch über die Kinderspiele der Griechen und eines über die Kinderspiele der Römer beide Bücher sind jedoch verschollen.
Seit dem 7. Jahrhundert v. Chr. ist die Existenz von Puppen, meist aus vergänglichen Materialien wie Textilien, Holz oder Wachs nachgewiesen.
Seit dem 5. Jahrhundert v. Chr. sind Puppen mit beweglichen Gliedern (Gliederpuppen) überliefert. In Kindergräbern wurden Puppen und anderes Spielzeug gefunden. Im Römischen Reich und Griechenland hatten Puppen zudem kultische Bedeutung. So stifteten junge Frauen ihre Puppen vor ihrer Hochzeit als Weihegaben in Heiligtümern, Jungen weihten mit Beginn der Pubertät ihre Spielsachen einer Gottheit. Aus Elfenbein oder Knochen geschnitzte Puppen stammen vor allem aus römischer Zeit. Genau wie heutige Puppen, konnten die Puppen in der Antike an- und ausgezogen und mit ihnen gespielt werden. Im Römischen Reich gab es sogar vollständige Puppenmöbelgarnituren.
Römische Jungen spielten mit Holzschwertern oder mit Soldaten- und Gladiatorenfiguren.
Bei den Römern wurde Spielzeug beispielsweise bei der Geburt eines Kindes verschenkt, bzw. wenn die Kinder ihren Namen erhielten sowie zum Geburtstag, aus Anlass der Saturnalien bzw. der Sigillaria, welches die Saturnalien fortsetzte und abschloss. Zum Spielzeug gehörte auch die Säuglingsflasche, die neben ihrer praktischen Funktion vor allem durch ihre Form in Gestalt kleiner Tiere wie Schweinchen oder Hunden für Aufmerksamkeit sorgte, ferner waren die Säuglingsflaschen sehr farbenfroh und machten Geräusche, wenn sie leer waren. Dazu wurde zuvor eine kleine Kugel oder ein Steinchen im Inneren der Flache platziert.

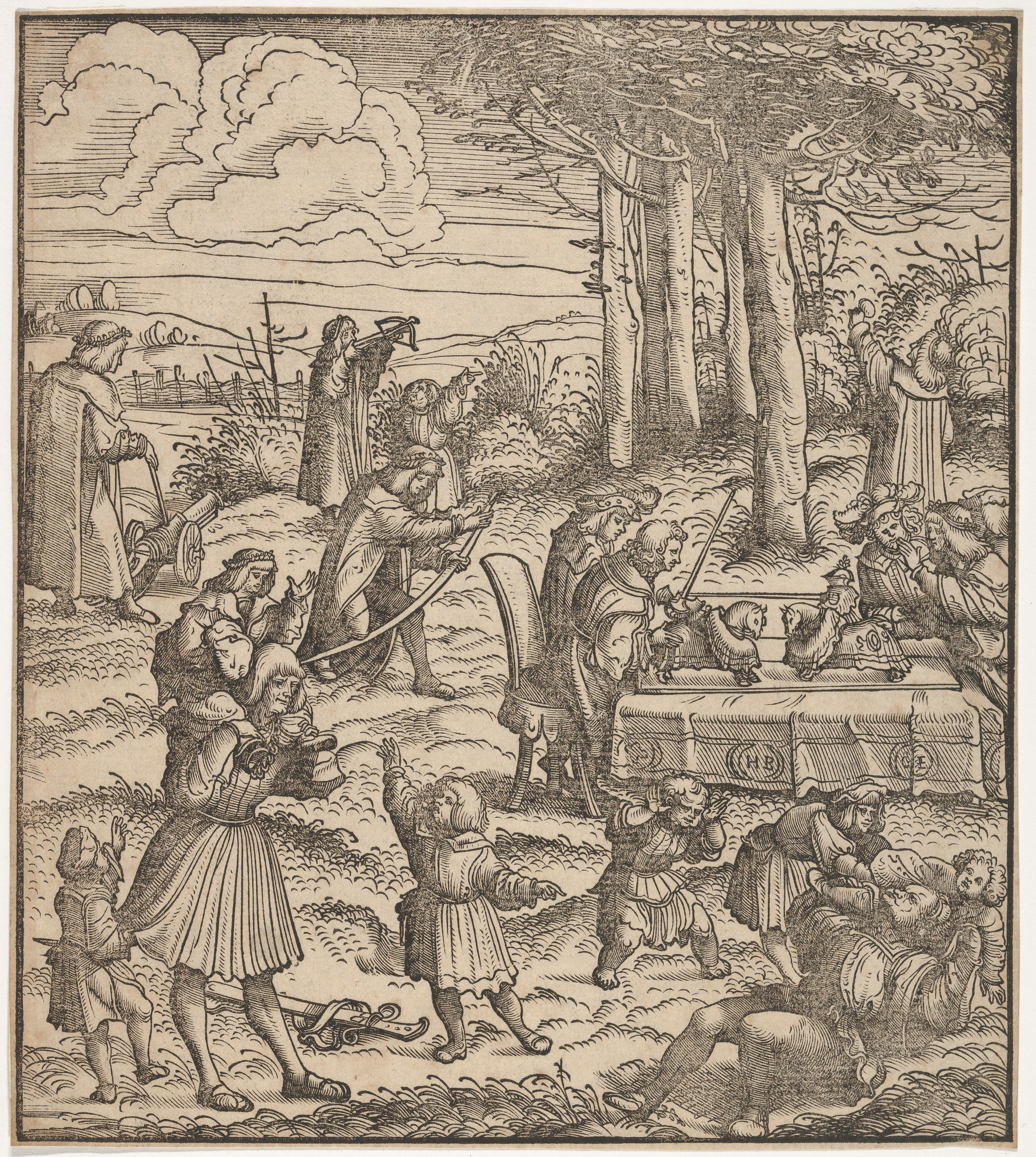
The White King as Child Playing with Other Children Burgkmair

### Mittelalter
Im Mittelalter herrschte eine große Kluft zwischen Arm und Reich. Für die Kinder der armen Bevölkerungsschichten bestand der Alltag meist aus Arbeit. In der wenigen Zeit, die ihnen zum Spielen blieb, vergnügten sie sich mit einfachsten Dingen, die ihnen die Natur bot. Kinder bastelten aus Kastanien, Eicheln und Tannenzapfen kleine Männchen mit denen sie spielten oder erschufen sich aus Sand, Steinen, Ästen und Erde Phatasiewelten.
Die Kinder von Angehörigen des Adels sowie von reichen Bürger und Kaufleuten hingegen spielten mit Puppen, Steckenpferden, Windmühlen, große Holzreifen, Glasmurmeln, silberne Babyrasseln oder Ritterfiguren. Messingpferdchen, Holz- und Tontiere waren im 12. Jahrhundert von Jungen ebenso begehrte Spielsachen wie gewappnete Ritter im Kleinformat.
Für das 14. Jahrhundert sind aus Ton hergestellte Ritter auf ihrem Pferd sowie Würfel und Fußbälle aus Kuhhaaren belegt. Zu den Spielen gehörte auch das Blasen von Seifenblasen mit einem Strohhalm oder natürlich auch die Verwendung von gefundenen Objekten (etwa Hühnerköpfe und Hühnerfüße). Auch Schaukelpferde erfreuten sich großer Beliebtheit, hatten sie doch neben der beruhigenden Wiegefunktion auch den Zweck, auf das Reiten vorzubereiten.
Aufgrund der sich verfestigenden gesellschaftlichen Rollendefinition gab es in den privilegierten gesellschaftlichen Schichten von Adel und aufkommendem Bürgertum vermehrt geschlechtsspezifisches Spielzeug. Mädchen wurden spielerisch gezielt auf ihre Rolle als Mutter (Puppe, Puppenhaus) und Bewahrerin der häuslichen Ordnung (Stick-, Spinn- und Schmuckarbeiten) vorbereitet. Die Kinder der sogenannten niederen Stände hatten hingegen weniger Spielzeit und das Spielzeug beschränkte sich oft auf selbstgefertigte Murmeln, Bälle aus Bast und Holzkreisel.
Im Weißkunig, einem Buch von Hans Burgkmaier aus dem Jahr 1516 wird der spätere Kaiser Maximilian I. gezeigt, wie er als Kind mit turnierenden Ritterfiguren spielt, die über Gelenke verfügen. Die Ritterfiguren wurden von Hand in Bewegung versetzt und weisen auf einen hohen Grad an Handwerkskunst in dieser Zeit hin. 1516 bestellte Maximilian I. bei Kolman, einem Helmmacher und Meisterschmied aus Augsburg, zwei Ritterfiguren mit Lanze als Geschenk für den damals zehn Jahre alten Ludwig II. von Ungarn.

Für die Kinder der Fürstenhäuser erschien die Welt des Spielzeugs grenzenlos. So schenkte Kurfürst August von Sachsen seinem zwölfjährigen Sohn im Jahre 1572 eine aufwändig gearbeitete Jagdgesellschaft aus Miniaturfiguren und seinen Töchtern eine prächtig ausgestattete Puppenküche mit Geschirr aus Zinn.

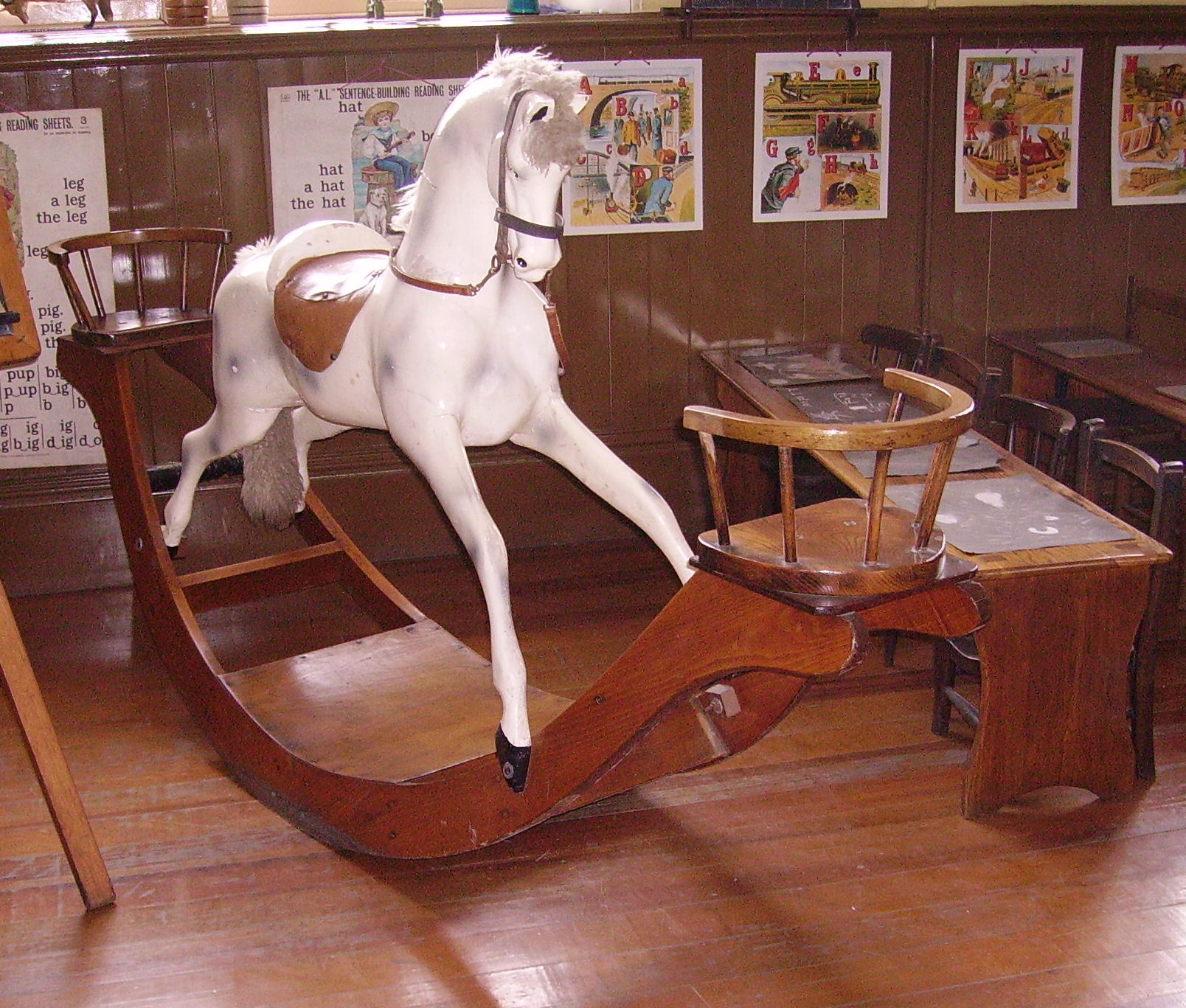
Klassenzimmer mit Schaukelpferd

### Neuzeit
Im 15. Jahrhundert entwickelte sich Nürnberg zu einem Mittelpunkt des Handels und der Produktion von Spielzeug. Der sogenannte Nürnberger Tand, worunter man vollständig eingerichtete Puppenstuben, Holzsoldaten, Steckenpferde, Trommeln und sogar kleine Messingkanonen verstand, eroberte den bis dahin bekannten Weltmarkt. Im Jahre 1578 erlaubte der Rat der Stadt Nürnberg Zinngießern und Goldschmieden, Zinnfiguren als Spielzeug für Kinder herzustellen. Nürnberg entwickelte sich daraufhin zu einem Zentrum der deutschen Spielzeugindustrie und konnte diese Vorherrschaft bis hinein ins 20. Jahrhundert behaupten. Ein Grund dafür waren zu Beginn vor allem die nahegelegenen Bleiminen und die Nähe der Stadt Nürnberg zu den mittelalterlichen Handelsrouten, die sich durch ganz Europa zogen. In Nürnberg wurden Holzspielzeug, Zinnfiguren, Puppenküchen, Kaufläden und Blechspielzeug hergestellt. In Nürnberg findet bis heute jedes Jahr die international größte Spielwarenmesse der Welt statt.

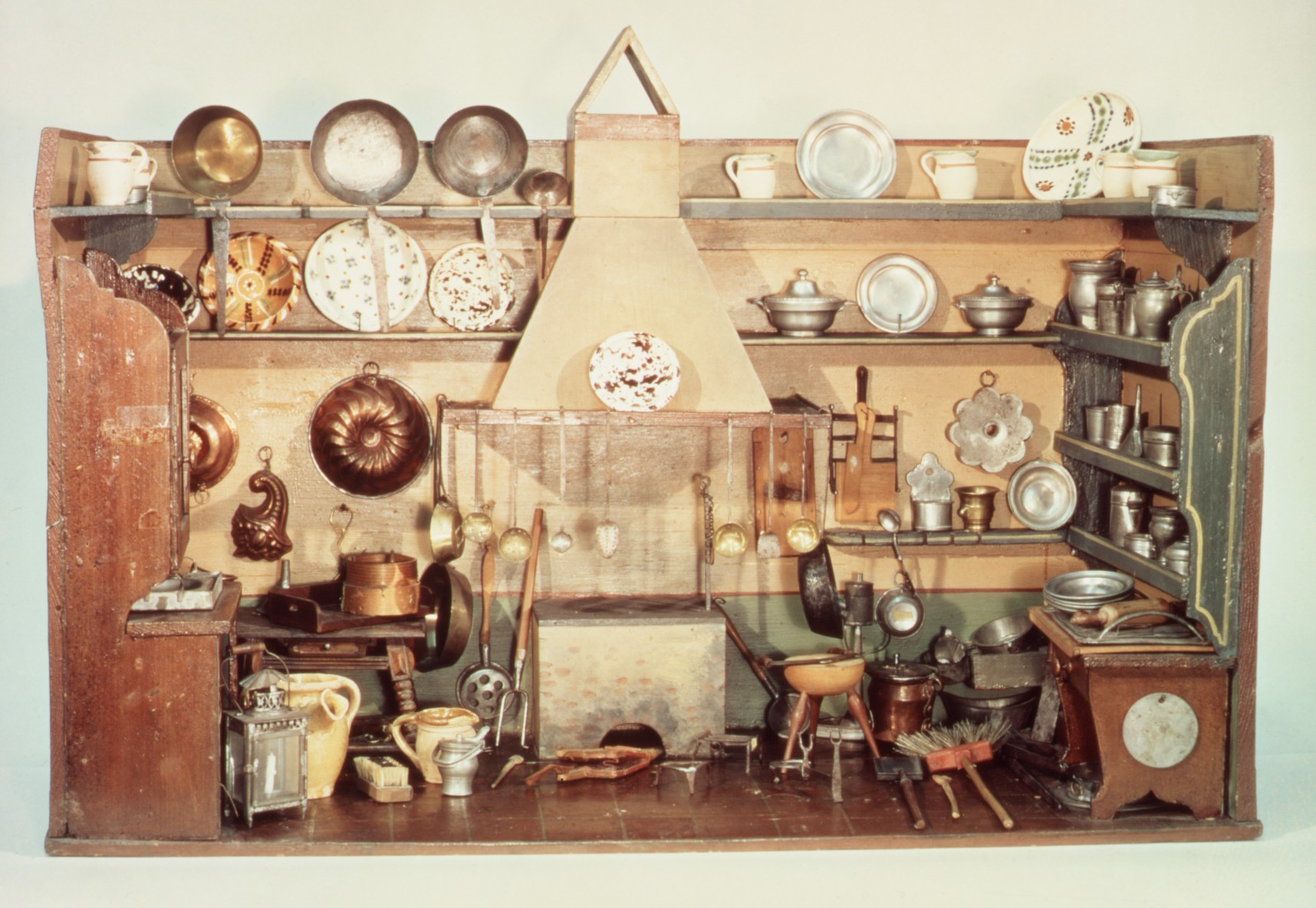
Spielzeugküche 1830

Holz war in dieser Zeit zum beliebtesten Naturmaterial für die Herstellung von Spielzeug, es verwundert daher nicht, dass sich vor allem in den waldreichen Regionen von Thüringen, des sächsischen Erzgebirges, des Alpenvorlandes sowie in Nürnberg und Augsburg Handwerksbetriebe und Manufakturen auf die Herstellung von Holzspielzeug spezialisierten und zu Zentren der damaligen Spielzeugindustrie wurden.
Seit Ende des 17. Jahrhunderts wurde Holzspielzeug von hausindustriellen Spielzeugmachern des Erzgebirges, vor allem aus Seiffen über Hausierer vertrieben. Noch vor 1800 gelangten sie in den Welthandel. Seit ca. 1905 wurden in Seiffen immer mehr miniaturisierte Figuren, Häuser und Fahrzeuge im Nürnberger Maß produziert. Kleinstspielzeug wurde beispielsweise sogar in Zündholzschachteln angeboten. Verantwortlich für diesen Trend waren neben steigenden Holzpreisen veränderte Zollbestimmungen wichtiger Importländer, die Gewichtszölle anstelle von Warenwertzöllen einführten. Eine Ausfuhr von schweren, sperrigen Großspielzeugen wurde dadurch erschwert. In der sächsischen Gemeinde Seiffen im Erzgebirge machte sich besonders der Verleger H .E. Langer um die Förderung des Prozesses der Miniaturisierung verdient.
Im 18. Jahrhundert war Spielzeug aus Deutschland auch in England, Amerika und Russland begehrt. Im 18. Jahrhundert wuchs zudem die Nachfrage nach Spielzeug, weil sich auch die Lebensbedingungen der Handwerker nach und nach verbesserten und diese nun auch in der Lage waren, ihren Kindern bescheidene, serienmäßig gefertigte Spielwaren zu kaufen.
Ende des 18. Jahrhunderts kam eine neue Art des Spielzeugs auf, die einen hohen Lernwert hatte. Baukästen sollten die Fantasie und die Feinmotorik von Kindern anregen und sportliche Spielgeräte die Gesundheit von Kindern fördern. Der Erzieher und Lehrer Friedrich Fröbel betätigte sich auf dem spielpädagogischen Feld und entwickelte erzieherisch wertvolles Spielzeug, das in speziellen Geschäften angeboten wurde. Fröbel war der erste, der einen theoretischen Ansatz zur Pädagogik des Spiels entwickelte und damit die sogenannte „Wende zum Kind“ der Reformpädagogik in den ersten Jahrzehnten des 20. Jahrhunderts vorwegnahm.

### 19. und 20. Jahrhundert

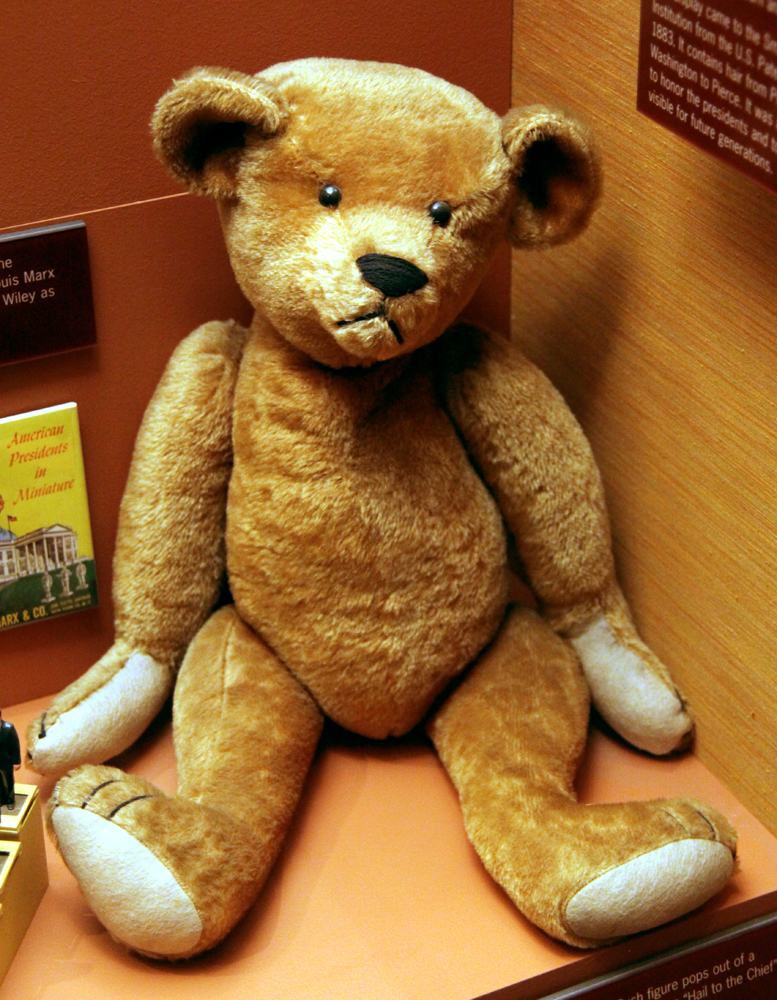
Teddybär frühes 19. Jahrhundert. Smithsonian Museum of Natural History

Während noch zur Mitte des 19. Jahrhunderts das meiste Spielzeug aus Deutschland in Europa verkauft wurde, änderte sich dies zum Ende des 19. Jahrhunderts und die USA wurden zum Hauptabnehmer von deutschem Spielzeug.
In der zweiten Hälfte des 19. Jahrhunderts büßte Holzspielzeug gegenüber Metallspielzeug zunehmend an Popularität ein. Hauptherstellungsort von Spielzeug blieb jedoch Deutschland, vor allem Württemberg und Nürnberg.
Im 19. Jahrhundert wurde die Stadt Sonneberg in Thüringen zu einem Zentrum der Spielzeugherstellung und des Spielwarenhandels in Deutschland. Die Sonneberger Verleger und Kaufleute beherrschten Anfang des 20. Jahrhunderts mit ihren überwiegend in Heimarbeit hergestellten Spielwaren den Weltmarkt und machten Sonneberg zur Weltspielwarenstadt.
Die Fertigung von Blechspielzeug erlebte zwischen 1890 und 1910 eine Blütezeit. Verantwortlich dafür waren sowohl verbesserte Stanz- und Druckmaschinen als auch günstigere Methoden der Farbanwendung.
Der Bär war als Kinderspielzeug während des ganzen 19. Jahrhunderts beliebt. 1903 änderte sich Form und Gestalt des Bären grundlegend und der uns heute bekannte Teddybär entstand.
Für die Herstellung von Holzspielzeug war vom 19. bis Ende des 20. Jahrhunderts im Grödner Tal in Südtirol eine sehr aktive Heimindustrie tätig.
1895 brachte die Firma Märklin die erste schienengebundene und dampfbetriebene Spielzeugeisenbahn auf den Markt, woraus sich später die elektrische Modelleisenbahn entwickelte. Mit Modelleisenbahnen und dem Modellbau beschäftigen sich bis heute gleichermaßen Kinder wie Erwachsene.
Um die Jahrhundertwende vom 19. zum 20. Jahrhundert verfügten meist nur die Kinder privilegierter und wohlhabender Familien über umfangreiches Spielzeug, auch Kinderzimmer waren lediglich für diesen Teil der Bevölkerung Realität. Kinder aus weniger privilegierten Familien besaßen meist weder ein eigenes Zimmer noch ein eigenes Bett oder eigenes Spielzeug.
Ab 1902 erfolgte die Herstellung von sogenanntem Reformspielzeug als einem aus natürlichen Materialien gefertigten und die Fantasie anregenden Spielzeug, welches unter der gestalterischen Idee hergestellt wurde, die Kreativität und künstlerische Entwicklung von Kindern und Jugendlichen zu fördern. Diese Entwicklung vollzog sich vor dem Hintergrund der Kunsterziehungsbewegung zu Beginn des 20. Jahrhunderts. Im Rahmen dieser Kunsterziehungsbewegung wurde dem Spielzeug bei der Wahrung und Förderung der kindlichen Kreativität eine zentrale Rolle zugeschrieben. Die Entwicklung von Reformspielzeug resultierte auch aus einer tiefen Unzufriedenheit über die Qualität des zu dieser Zeit bereits massenhaft industriell produzierten Spielzeugs. Die Entwürfe für Reformspielzeug stammten von namhaften Künstlern wie den Geschwistern Fritz, Erich und Gertrud Kleinhempel, Richard Riemerschmid, Hermann Urban, Fedor Flinzer oder dem Schriftsteller Frank Wedekind.

## Gegenwart
Heute erscheint die Spielzeugwelt im Gegensatz zu früher grenzenlos und vor allem klassenlos, so sind viele Spielzeugartikel, die früher nur Kindern wohlhabendender Familien vorbehalten waren, durch die Massenproduktion zu einem preiswerten Spielzeug für jedermann geworden. Vor 1970 wurde das meiste Spielzeug aus Holz oder Metall hergestellt. Heute wird Spielzeug meist aus Kunststoff gefertigt, der jedoch Weichmacher und Giftstoffe enthalten kann, welche gesundheitsschädlich sind. Der Großteil des heute produzierten Spielzeugs wird in der Volksrepublik China hergestellt.
Heute befinden sich etwa 70 Prozent der bundesdeutschen Spielwarenindustrie in Süddeutschland.

## Sicherheit von Spielzeug

### Gesetzliche Vorschriften und Standards
Spielzeug, das auf den Markt gebracht wird, muss geltenden Sicherheitsanforderungen entsprechen und darf die Gesundheit von Kindern nicht gefährden. Hersteller, Importeure und Händler von Spielzeug haben dabei die Pflicht und Verantwortung, die Sicherheit ihrer Produkte zu gewährleisten. Spielzeug, das in der EU in Umlauf gebracht wird, muss den (Sicherheits-)Anforderungen der Spielzeugrichtlinie 2009/48/EG genügen. Tests sind jedoch keine Vorschrift, bevor Spielzeug in der EU in Verkehr gebracht wird. Allerdings muss jedes Spielzeug ein CE-Zeichen tragen, zusammen mit der (innereuropäischen) Adresse des Herstellers bzw. Inverkehrbringers. Dieser steht strafrechtlich dafür ein, dass das von ihm in Verkehr gebrachte Spielzeug der Spielzeugrichtlinie genügt. Das CE-Zeichen hat in Bezug auf Schadstoffgehalt der Spielzeuge jedoch nur wenig Aussagekraft, da eine unabhängige Kontrolle in der Regel nicht erfolgt. Die CE-Kennzeichnung muss dabei auf dem Spielzeug oder seiner Verpackung sichtbar, leserlich und dauerhaft angebracht sein, ebenso müssen der Name, unter Umständen die Firma oder das Markenzeichen, sowie die Anschrift des Herstellers sichtbar sein.
Aufgabe der Marktüberwachungsbehörden ist es u. a. Spielzeug auf die Anforderungen der Spielzeugrichtlinie zu prüfen. Werden hierbei Unstimmigkeiten festgestellt, muss der Inverkehrbringer nachweisen, dass er die Sicherheit seines Spielzeugs zuvor überprüft hat. Dies kann er nur tun, indem er Prüfberichte zertifizierter Prüfinstitute vorweist, die auf Basis harmonisierter Normen das Spielzeug getestet haben. Kann der Inverkehrbringer diese nicht nachweisen, droht bei erstmaligem Vergehen nur ein Ordnungswidrigkeitsverfahren, andernfalls ein Strafverfahren.
Die Sicherheitsprüfungen für Spielzeug umfassen neben mechanisch/physikalischen Tests (siehe auch: Normschlund) auf Basis der Normen EN 71-1 und EN 71-2 auch chemische Tests, hauptsächlich auf Basis der EN 71-3 – 71-12, aber auch weitere Testverfahren.
Neben den Anforderungen zur speziellen Spielzeugsicherheit muss Spielzeug auch darüber hinausgehenden Anforderungen entsprechen, wie z. B. der REACH-Verordnung, die bestimmte Stoffe in allen Produkten verbietet. Vor allem im Hinblick auf krebserregende Polyzyklische Aromatische Kohlenwasserstoffe (PAK) wurden die zulässigen Grenzwerte im Dezember 2015 neu definiert. So dürfen Gegenstände, bei denen ein direkter Hautkontakt entstehen kann, den PAK-Grenzwert von 0,2 mg/kg nicht überschreiten.
Für das Jahr 2023 wurde ein Vorschlag zur Revision der bisherigen EU-Spielzeug-Richtlinie angekündigt. Das Hauptziel der Novelle besteht darin, Kinder stärker vor potenziellen Risiken in Spielzeug wie chemischen Stoffen zu schützen. Zudem soll die Konformität von in Verkehr gebrachtem Spielzeug sowie dessen Überwachung verbessert werden.

### Verschärfung von EU-Grenzwerten
Nachdem es im Dezember 1996, im Mai 1999, im August und November 2007, im Dezember 2008, im April und Dezember 2009, im Oktober 2010 und zuletzt im November 2011 zu Skandal-Meldungen über Gifte in Spielwaren gekommen war, wurde auf EU-Ebene der Ruf laut, die gesetzliche Regelungen in Bezug auf Grenzwerte von Blei, Cadmium, Nickel, Polyzyklische aromatische Kohlenwasserstoffe, Organozinnverbindungen und Duftstoffen in Spielzeug zu verschärfen. Erste Reaktionen fanden sich in der Umsetzung der Ergebnisse einiger Arbeitsgruppen, wonach die Grenzwerte für einige der oben aufgeführten Stoffe korrigiert und weitere Grenzwerte definiert wurden. Dies betraf mit einigen Revisionen zwischen 2012 und 2014 die Stoffe Nickel, Cadmium, Bisphenol A, TCPP, TCEP und TDCP.

## Nachhaltigkeit und Spielzeug
Nachhaltige Spielwaren verzichten bewusst auf den Gebrauch von gesundheitsgefährdenden Stoffen wie Weichmachern oder auch schädlichen Farben und Lacken. Häufig verwendete Materialien sind Holz oder Bio-Baumwolle. Bei nachhaltigen Spielwaren, die auch als Öko- oder Naturspielzeug bekannt sind, spielt das Thema Nachhaltigkeit eine große Rolle, sos werden nur Materialien verwendet die aus nachwachsenden Rohstoffen bestehen und daher als nachhaltig gelten.

## Verschiedene Arten von Spielzeug

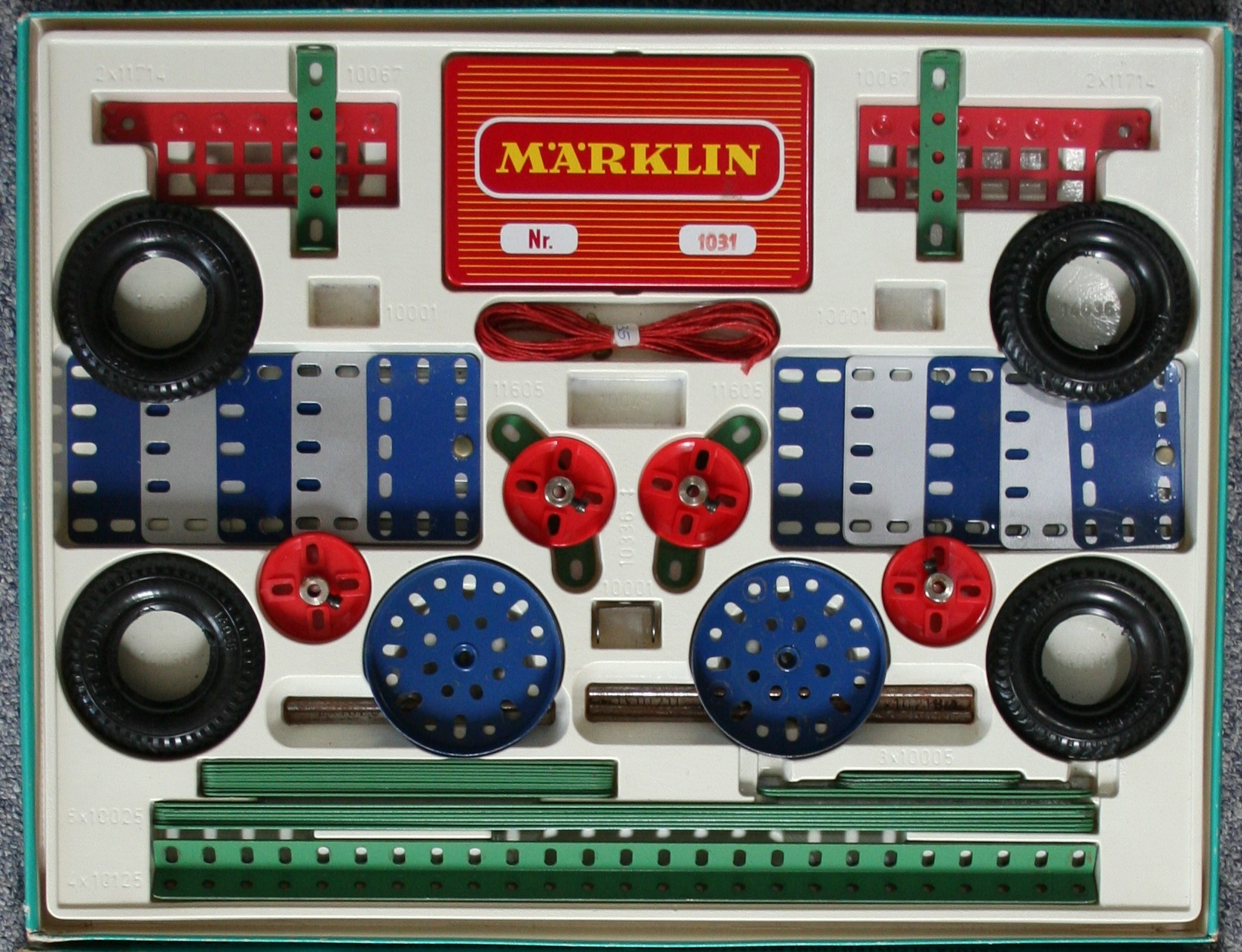
Märklin-Metallbaukasten aus den 1970er Jahren.

- Kreativ und Basteln
  - Knetmasse
  - Wachsmalstifte
  - Buntstifte
  - Kindermalkreide
  - Fingerfarben
  - Spielzeugperlen
  - Mandalas und Schablonen

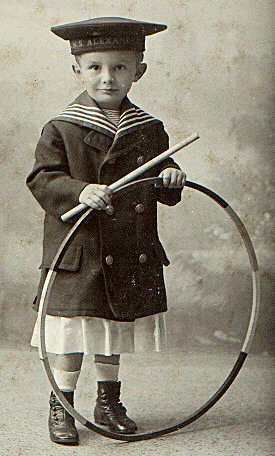
Junge mit Reifen

- Baukästen und BausteineMärklin-Metallbaukasten aus den 1970er Jahren.

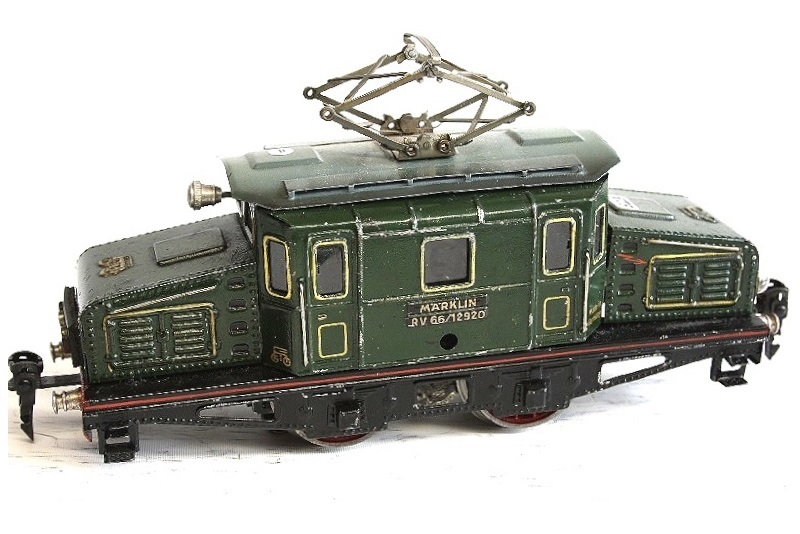
Märklin Tinplate Volkskrokodil RV 66 12960 Spur 0

  - Anker-Steinbaukasten
  - Lego–Duplo
  - Fischertechnik
  - Formo
  - Metallbaukästen
  - Holzbausteine
- Elementares Spielzeug
  - Kreisel
  - Reifen
  - Hüpfseil
  - Kugelbahn
  - Windrad
  - Gummiball
- Naturspielzeug
  - KastanienmännchenMärklin Tinplate Volkskrokodil RV 66 12960 Spur 0
- Optisches Spielzeug
  - Kaleidoskop
  - Zerrspiegel
  - Laterna Magica
- Akustisches Spielzeug
  - Schnurtelefon
  - Heulschlauch
  - Mensch Ärgere dich nicht Deutschland 1929Paul Beckert Mädchen mit Buch 1911Musikdose
  - Kindergramophon
- Modelle

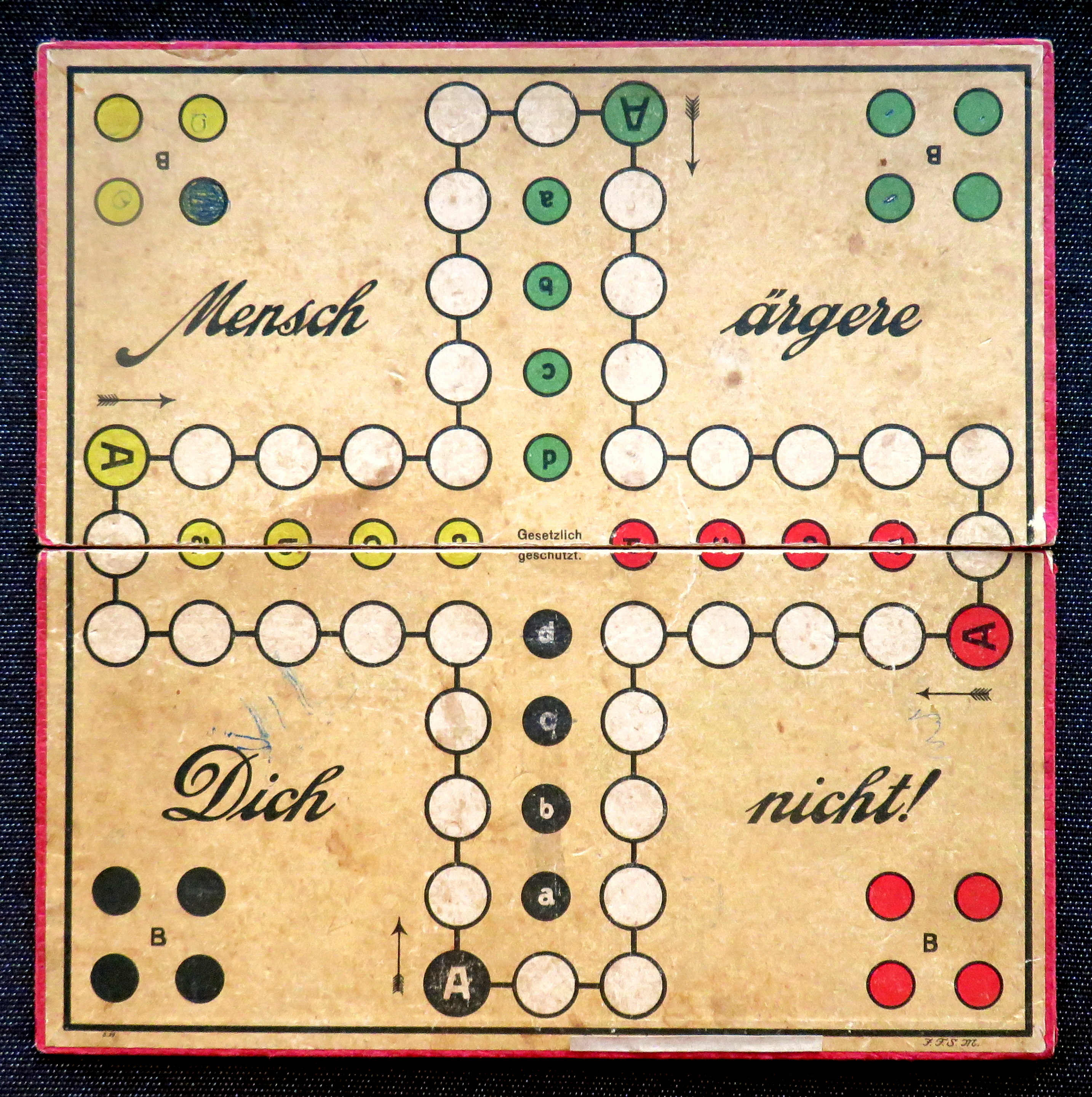
Mensch Ärgere dich nicht Deutschland 1929

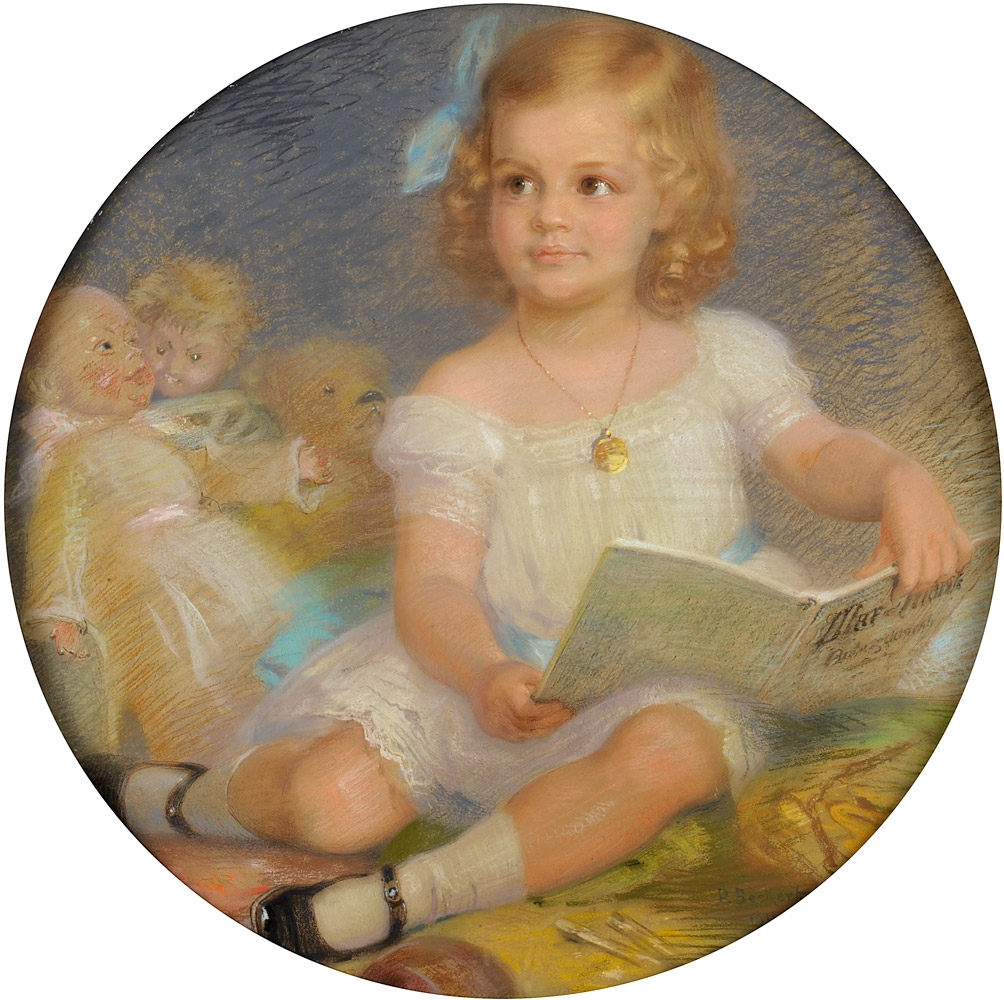
Paul Beckert Mädchen mit Buch 1911

  - Modelleisenbahn – Spielzeugeisenbahn – Modellflugzeug – Spielzeugauto – Autorennbahn – Ruderrenner
  - Mechanisches Spielzeug zum Aufziehen:
  - Figuren mit Uhrwerk – Autos mit Uhrwerk – Roboter mit Uhrwerk
  - Spielzeugdampfmaschine
  - Spielzeugbauten
  - Puppenhaus – Puppenküche – Puppenherd – Kaufladen
- Elektronische Spiele
  - Game Boy
  - Spielkonsolen
  - Lern- und Spielcomputer
  - Walkie Talkies
- Kartenspiele
  - Ablegespiele
  - Stichspiele
  - Augenspiele
  - Sammelspiele
  - Raubspiele
  - Wettspiele
  - Anlegespiele
  - Sonstige
- Brett- und Tischspiele
  - Würfel- und Glücksspiele (Mensch ärgere Dich nicht)
  - Legespiele inklusive Puzzle
  - Denkspiele (Dame)
  - Rollenspiele (Monopoly, Scotland Yard)
  - Quiz- und Konversationsspiele (Trivial Pursuit)
  - Geschicklichkeits- und Aktionsspiele (Kugellabyrinth)
  - Sonstige
- Sortier-, Stapel- & Steckspielzeug
  - Turm von Hanoi
  - Stapelwürfel
  - SteckplatteAndré-Henri Dargelas – Boys Playing Marbles
  - Steckwürfel

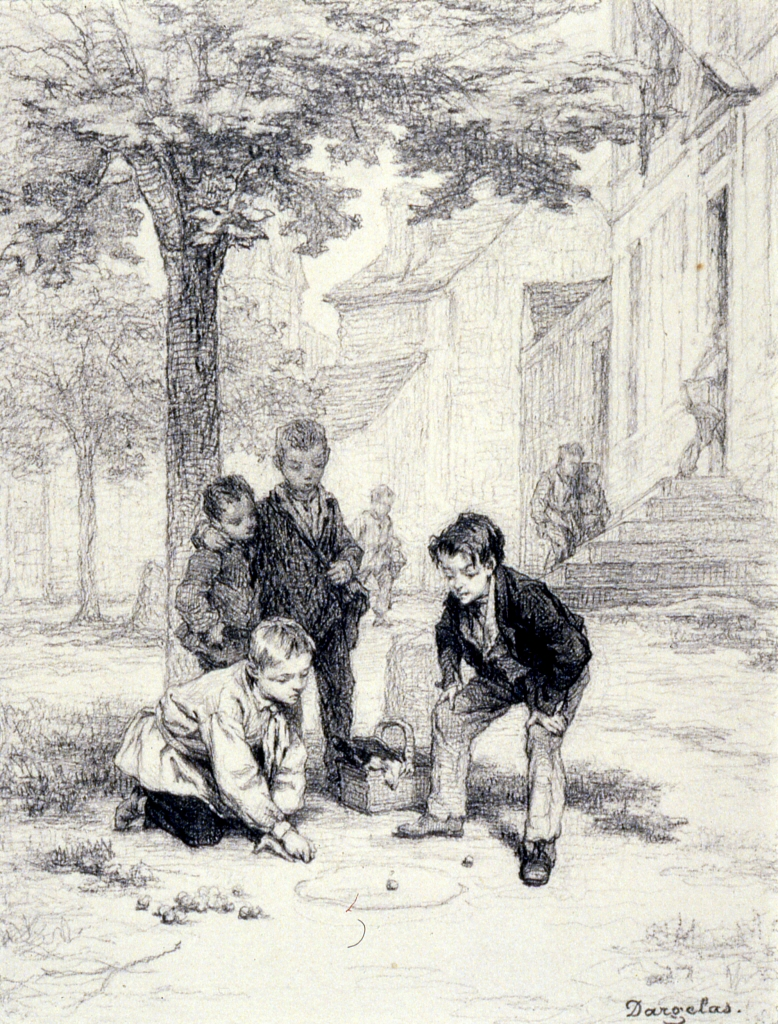
André-Henri Dargelas – Boys Playing Marbles

- Puppen, Kuscheltiere und Spielfiguren
  - Hampelmann, Marionette
  - Teddybär
  - Diddl-Maus
  - Quietscheentchen
  - Pendelfigur
  - Playmobil
  - Action-Figur: Transformers, Power Rangers
  - Spielzeugroboter: Robosapien
  - Tierfiguren
- Kriegsspielzeug
  - FeuerwehrautoSpielzeugwaffen

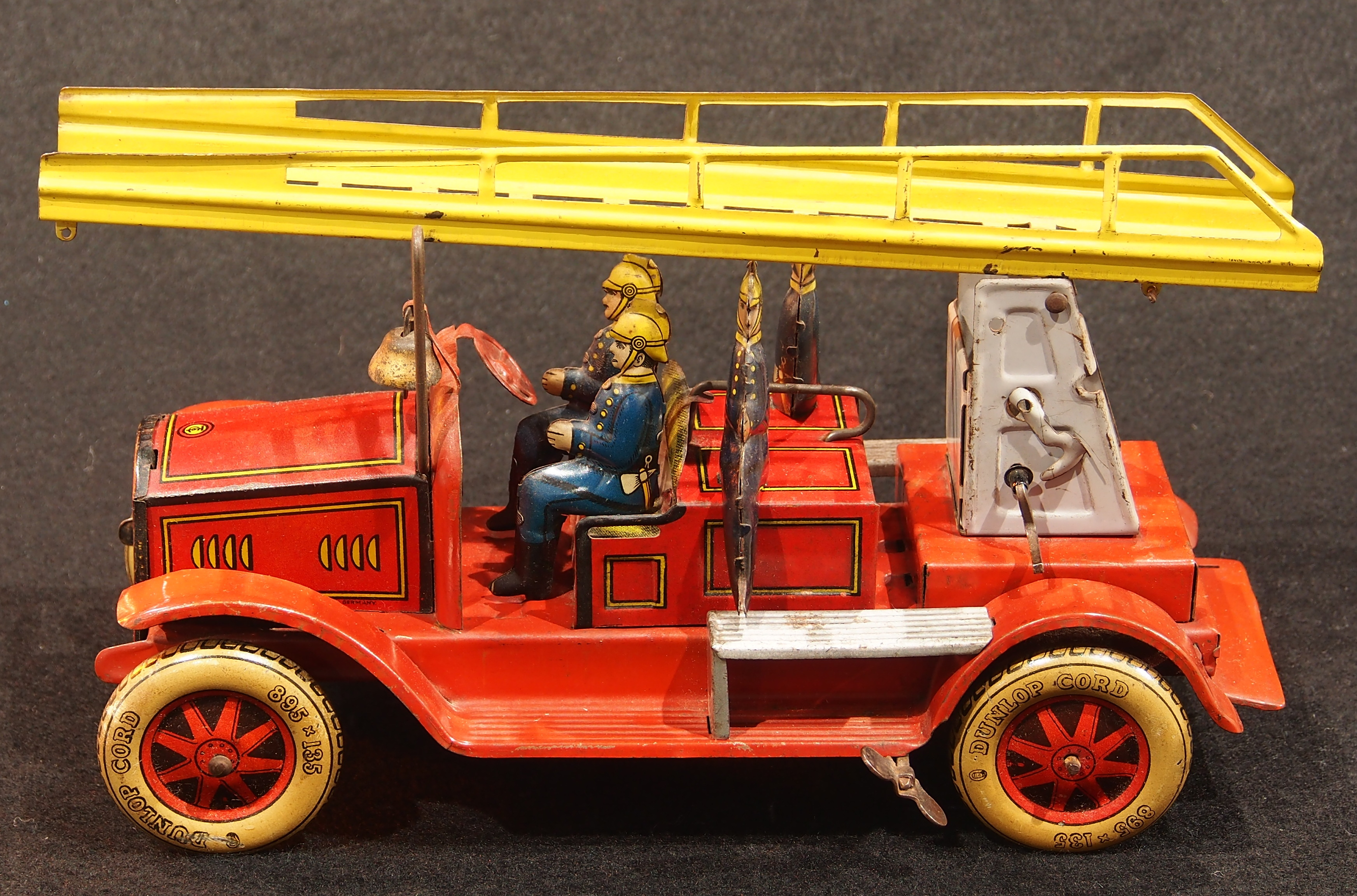
Feuerwehrauto

  - Militärmodellbau und Zinnsoldaten
  - Konfliktsimulationen und Tabletop-Spiele
  - Wasserpistolen
- Sport und Outdoor
  - Bälle- und Ballspiele
  - Frisbee
  - Boing-Ball
  - Sand- und Gartenspiele
  - Wasser- und Badespiele
  - Gymnastik- und Geschicklichkeitsspiele
  - Pfadfinderspielzeug
  - Drachen
  - Schlitten
- Kinderfahrzeuge
  - Rollschuhe und Skateboards
  - Roller
  - Sitzfahrzeuge
  - Tretfahrzeuge
- Spielzeuginstrumente
  - Clarina, Triola
  - Rassel, Maracas, Eggshaker
  - Spielzeugklavier/Kinderklavier
  - Trillerpfeife
  - Blockflötenkopf
- Sammel- und Tauschspielzeug
  - Glasmurmeln
  - Sammelkartenspiele und Sammelminiaturenspiele
  - Silly Bandz

### Kriegsspielzeug

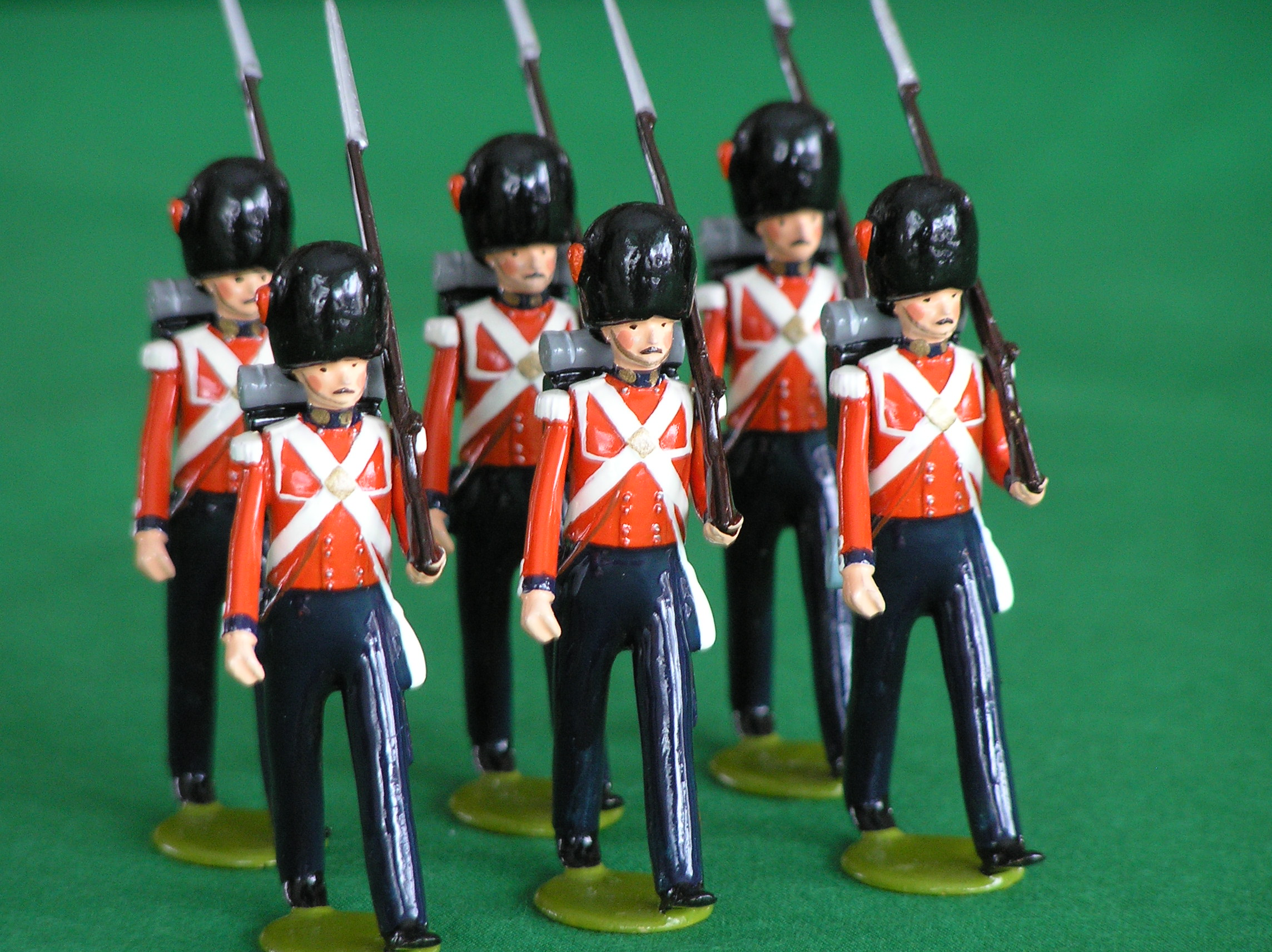
Toy Soldiers British Coldstream Guards

Kriegsspielzeug ist eine besondere Kategorie von Spielzeug und behandelt die Themen Krieg, Militär und Waffen. Zur Kategorie Kriegsspielzeug werden beispielsweise Miniaturkriegsgeräte wie Panzer, Flugzeuge oder Schiffe, Miniatursoldaten, aber auch Spielzeugsoldaten und Zinnsoldaten sowie Spielzeugwaffen. gezählt, ferner gehören auch Wasserpistolen und Gewehre mit Plastikkugeln zur Kategorie Kriegsspielzeug.
Angesichts von Krieg, Terror und Leid wird diese Spielzeuggattung oft emotional diskutiert. Die Verwechslung der Ebenen des realen blutigen Krieges mit der kampfbetonten, aber friedlichen, verletzungsfreien Symbolebene des Spiels versperrt dabei häufig einen sachlichen Zugang, den unbelastete Kinder in der Regel noch nicht finden können. So wird beispielsweise befürchtet, dass Kriegsspielzeug und Kriegsspiele zum Lernen des Kriegshandwerks führen und kriegerisches Denken und Aggressionen von Kindern fördern kann, eine Befürchtung, die wissenschaftlich nicht bestätigt werden kann.
So weisen die Spielexperten Siegbert A. Warwitz und Anita Rudolf darauf hin, dass sich zum einen fast jedes Kind schon einmal als Indianer, Ritter, Räuber, Polizist verkleidet oder in virtuellen Computer- oder Konsolenspielen mit Fantasiegestalten kriegerisches Spielzeug verwendet hat, dass aber zum anderen diese täglichen Kriegs- und Gewaltspiele nicht zu Grenzüberschreitungen führen und es statistisch gesehen relativ unwahrscheinlich ist, dass sich ein kriegspielendes Kind später zu einem Militaristen oder Gewalttäter entwickelt. Für eine solche Entwicklung spielt nicht das kindliche Spielbedürfnis eine Rolle, vielmehr kommt es nach ihren empirischen Erhebungen auf die soziale Prägung durch das Elternhaus und das soziokulturelle Umfeld an, denen eine entscheidende Bedeutung zugesprochen wird.
Um beim Thema Kriegsspielzeug zu einer nicht ambitionierten, vorurteilsfreien Argumentation zu gelangen, ist es daher unabdingbar, sich mit dem Phänomen Spiel und den psychologischen Hintergründen gründlich auseinanderzusetzen, die von der Spielwissenschaft erarbeitet worden sind.

## Museen und Ausstellungen
Ein Spielzeugmuseum ist ein Museum für Spielzeug, in dem Spielsachen aus einer bestimmten Zeit oder Epoche dauerhaft ausgestellt werden. Ein Spielzeugmuseum bietet einen guten Überblick über die Entwicklung von Spielzeug. Daneben gibt es noch temporär stattfindende Ausstellungen in Museen, die meist einen bestimmten Themenbereich oder eine bestimmte Epoche zum Thema Spielzeug abbilden. Das älteste Spezialmuseum für Spielzeug ist das 1901 auf Initiative des Lehrers Paul Kuntze in der thüringischen Stadt Sonneberg gegründete Deutsche Spielzeugmuseum. Daneben gehört das 1971 gegründete Spielzeugmuseum in Nürnberg zu den bekanntesten Spielzeugmuseen der Welt.
→ Hauptartikel: Liste von Spielzeugmuseen

## Filme und Dokumentationen
- Spielzeug-Zauber, Dokumentarfilm über nostalgisches Spielzeug, Tacker Film. Offizieller Trailer bei YouTube
- Mein geliebtes Aufziehspielzeug, Aufziehspielzeug aus Plüsch und Blech der 50er, 60er und 70er Jahre in Bewegung. Auswahl bei YouTube